# Lotte Visschers
Lotte Visschers (Nijmegen, 2 augustus 1979) is een Nederlandse atlete, die zich aanvankelijk toelegde op de lange sprintnummers. In de loop van haar atletiekcarrière maakte zij echter de overstap naar de middellange afstand en vervolgens behaalde zij ook op dit onderdeel successen. In totaal veroverde zij acht Nederlandse titels, vier op sprintafstanden en vier op de middellange afstand.

## Biografie

### Goed voorbeeld doet volgen
Dat zij voor de atletiek zou kiezen, lag voor de hand. Moeder Riet van den Berg was immers niet alleen de zuster van Nederlands ex-recordhoudster Wilma van den Berg, maar in de jaren zestig en zeventig zelf ook een goede sprintster. En vader Michel Visschers blonk uit op middellange en lange afstanden. Atletiek zat Lotte Visschers dus in het bloed. Niet dat zij zich ergens toe gedwongen voelde. 'Ik hoefde niets van mijn ouders', beklemtoont ze. 'Maar wat je goed kunt vind je leuk.' Bij Unitas in Sittard kwam zij in handen van de Belgische sprinttrainer François Theijs en dus lag het voor de hand, dat Lotte de sprintrichting uitging.

### Tussen twee vuren
Als junior behoorde Lotte Visschers tot de besten van Nederland op de 200 en 400 m. Op de Europese jeugdkampioenschappen van 1997 in Ljubljana reikte ze op de 200 m tot de halve finale. Haar daar gelopen PR van 23,89 is tien jaar later nog altijd de op twee na snelste 200 metertijd op naam van een Nederlandse jeugdatlete. Maar het volgende jaar overleefde zij op het WK voor junioren in Annecy, waar zij aan de 400 m deelnam, de series niet. Dat zette haar aan het denken. 'In Annecy – waar Honoré Hoedt als trainer van Bram Som was, hebben we al gepraat over de 800 meter. Zijn visie op het trainen sprak me aan. Ik heb een tijdje tussen twee vuren in gezeten, omdat Theijs er niets in zag, maar ben ruim een jaar later overgestapt. In 2001 kwam ik bij de EK-onder-23 in Amsterdam op de 800 meter uit en was ik er halvefinaliste.' Lotte Visschers liep er 2.07,70, nadat zij in mei de klokken al een keer had laten stilzetten op 2.05,91. In Nederland zit je met zo’n tijd dan al tegen de nationale top aan.

### Huiverig
Desondanks viel de overstap naar de middellange afstanden haar niet mee. 'Ik was er zeer huiverig voor om langere afstanden te lopen. Terwijl ik niets tegen hard trainen heb; ik kan daar erg van genieten. Maar fysiek en mentaal was het een grote verandering. Toen ik in 1999 merkte dat de 400 meter beter ging door de training al af te stemmen op de 800 meter kreeg ik er vertrouwen in.' Er volgden een aantal 'werkjaren', waarin Lotte Visschers jaarlijks één tot twee seconden van haar PR afliep. In 2003 belandde ze ten slotte op een tijd van 2.02,26 en werd het tijd om te oogsten.

### Seniorentitels en PR’s
Het jaar 2004 begint Visschers dan ook sterk. Ze loopt bij de nationale indoorkampioenschappen naar haar eerste titel bij de senioren en plaatst zich via enkele sterke internationale optredens voor het WK Indoor in Boedapest. Daar laat zij zich in de series 800 m echter afbluffen door de Britse Joanne Fenn, die het tempo drukt. Ze wordt in 2.06,49 teleurstellend vijfde. 'Ik had de macht niet om het op eigen kracht te doen', reageert Visschers na afloop. Tijdens de FBK Games in Hengelo in mei laat zij zich echter op sleeptouw nemen door Maria Mutola en dat levert haar een prima 2.00,96 op, op dat moment de zesde snelste tijd ooit door een Nederlandse gelopen. Als Lotte Visschers in juli bij de nationale baankampioenschappen in Utrecht dan ook nog eens dubbelkampioene wordt op de 800 (Letitia Vriesde won weliswaar, maar deed buiten mededinging mee) en 1500 m, waarbij zij op de laatste afstand tevens een PR loopt, kan 2004 niet meer stuk. De Olympische Spelen in Athene blijven echter buiten haar bereik.

### Achillepeesblessure
In 2005 ging Lotte Visschers aanvankelijk door op het niveau van het jaar ervoor. Ze werd opnieuw indoorkampioene op de 800 m en ook de outdoortitel op dit nummer was weer voor haar. Maar haar prestatieontwikkeling stagneerde. Verder dan 2.03,45 kwam zij niet en de 1500 m liet ze zelfs helemaal links liggen. De achillespeesklachten die haar carrière uiteindelijk de das om zouden doen, kondigden zich toen al aan en beïnvloedden haar activiteiten in toenemende mate. Ze vocht lang terug, werd zelfs nog tweede op de 1500 m bij de indoorkampioenschappen van 2006, maar gaandeweg werd het steeds stiller rond de Nijmeegse.
In augustus 2007 maakte Lotte Visschers ten slotte aan alle onzekerheid een eind. Recent onderzoek door sportarts Peter Vergouwen had namelijk aangetoond, dat de konditie van de aanhechting van haar rechter achillespees aan de hiel, ondanks een jaar gematigd trainen, verder was verslechterd. 'Blijkbaar kan het weefsel de gedoseerde trainingen niet aan, laat staan de wedstrijdgerichte trainingen die nodig zijn voor een vlammende 800 m. Door dit uitzichtloze perspectief, verschillende peesklachten in de afgelopen 3 jaar en het gevoerde beleid daarin heb ik besloten niet verder te gaan', aldus de studente orthopedagogiek op haar website. Die nu voor de uitdaging staat om samen met haar partner en ex-atleet Marko Koers nieuwe doelen in haar leven te gaan stellen.

## Nederlandse kampioenschappen
Outdoor
| Onderdeel | Jaar       |
| --------- | ---------- |
| 400 m     | 1999, 2000 |
| 800 m     | 2004, 2005 |
| 1500 m    | 2004       |

Indoor
| Onderdeel | Jaar |
| --------- | ---- |
| 200 m     | 1999 |
| 400 m     | 2000 |
| 800 m     | 2004 |

## Persoonlijke records
Outdoor
| Onderdeel | Prestatie | Datum        | Plaats    |
| --------- | --------- | ------------ | --------- |
| 100 m     | 11,92 s   | 11 mei 1997  | Uden      |
| 200 m     | 23,89 s   | 25 juli 1997 | Ljubljana |
| 300 m     | 38,86 s   | 2 mei 1998   | Lisse     |
| 400 m     | 53,45 s   | 10 juli 1999 | Arnhem    |
| 800 m     | 2.00,96   | 31 mei 2004  | Hengelo   |
| 1500 m    | 4.24,63   | 10 juli 2004 | Utrecht   |

Indoor
| Onderdeel | Prestatie | Datum            | Plaats    |
| --------- | --------- | ---------------- | --------- |
| 60 m      | 7,65 s    | 10 januari 1999  | Dortmund  |
| 200 m     | 24,18 s   | 21 februari 1999 | Den Haag  |
| 400 m     | 53,96 s   | 6 februari 2000  | Gent      |
| 800 m     | 2.02,99   | 27 februari 2004 | Chemnitz  |
| 1000 m    | 2.42,23   | 11 januari 2004  | Gent      |
| 1500 m    | 4.23,16   | 25 januari 2003  | Kirchberg |

## Palmares

### 60 m
- 1998: 4e NK indoor – 7,75 s

### 100 m
- 1997: 4e NK – 11,98 s
- 1997:  Papendal Games – 12,14 s
- 1997: ? in serie EJK – 12,10 s

### 200 m
- 1997: 4e NK indoor – 24,34 s
- 1997: 4e NK – 24,26 s
- 1997:  Papendal Games – 24,41 s
- 1997: ? in ½ fin. EJK – 23,89 s
- 1998: 5e NK indoor – 25,00 s
- 1999:  NK indoor – 24,18 s

### 400 m
- 1998: 4e NK – 56,34 s
- 1998: ? in serie WJK – 55,72 s
- 1999:  NK indoor – 54,15 s
- 1999:  EC voor landenteams – 53,81 s
- 1999:  NK – 53,52 s
- 1999:  Papendal Games – 53,45 s
- 1999: 4e in serie EK U23 – 53,68 s
- 2000:  NK indoor – 54,31 s
- 2000:  Hollandia Recordwedstrijden – 54,59 s
- 2000:  Kerkrade Classics – 54,68 s
- 2000:  Gouden Spike – 54,48 s
- 2000:  Papendal Games – 55,03 s
- 2000:  NK – 54,76 s
- 2001:  Papendal Games 55,87 s
- 2003:  Ter Specke bokaal – 56,10 s
- 2004:  Trigallez Recordwedstrijden – 54,18 s
- 2006:  LTB Recordwedstrijden – geen tijd (ivm haperende tijdsreg.)

### 800 m
- 2001:  NK indoor – 2.08,45
- 2001:  Trigallez Recordwedstrijden – 2.08,59
- 2001: 5e NK – 2.09,45
- 2001: ? in serie EK U23 – 2.07,70
- 2002:  NK indoor – 2.07,55
- 2002:  Papendal Games – 2.03,53
- 2002:  NK – 2.06,16
- 2003:  NK indoor – 2.05,49
- 2003: 6e FBK Games – 2.03,21
- 2003:  Gouden Spike – 2.03,83
- 2003: 4e Papendal Games – 2.02,26
- 2003:  Keienmeeting – 2.03,55
- 2003:  NK – 2.06,26
- 2004:  NK indoor – 2.04,65
- 2004: 5e in serie WK indoor – 2.06,49
- 2004:  Nijmegen Global Athletics – 2.03,88
- 2004: 4e FBK Games – 2.00,96
- 2004:  Gouden Spike – 2.02,98
- 2004:  NK – 2.05,24
- 2005:  NK indoor – 2.06,84
- 2005:  Keienmeeting – 2.06,48
- 2005:  NK – 2.12,86
- 2006:  NK – 2.14,31

### 1500 m
- 2004:  NK – 4.24,63
- 2006:  NK indoor – 4.27,97

### 4 × 400 m
- 2001: 6e EK U23 in Amsterdam - 3.37,33[3]